# 9342 Carygrant
9342 Carygrant este o planetă minoră (asteroid), cu un diametru de 2,772 km, din centura de asteroizi. A fost descoperită pe 6 august 1991 la Observatorul European Austral de Eric Walter Elst și a fost numită după Cary Grant. 
Obiectul prezintă o orbită caracterizată de o semiaxă mare de 2,2885724 UAi, o excentricitate de 0,17, o înclinație de 5,48879 ° în raport cu ecliptica.